# Juraj Demeč
Juraj Demeč (* 29. Januar 1945 in Uschhorod) ist ein ehemaliger tschechoslowakischer Sprinter.
1966 kam er bei den Europäischen Hallenspielen in Dortmund in der 4-mal-320-Meter-Staffel auf den zweiten Platz und schied bei den Europameisterschaften in Budapest über 100 Meter im Vorlauf aus. 
Bei den Europameisterschaften 1971 in Helsinki siegte er zusammen mit Ladislav Kříž, Jiří Kynos und Luděk Bohman in der 4-mal-100-Meter-Staffel. Über 100 Meter scheiterte er in der ersten Runde.
1972 kam er bei den Olympischen Spielen in München in der 4-mal-100-Meter-Staffel auf den vierten Platz und schied über 100 Meter im Vorlauf aus. 
1974 folgte bei den Europameisterschaften in Rom ein achter Platz in der Staffel und ein weiteres Vorrundenaus über 100 Meter.
Seine persönliche Bestzeit von 10,1 s stellte er am 18. August 1972 in Prag auf.